# The Invitation (album)
Pour les articles homonymes, voir The Invitation.
The invitation est le premier album de Thirteen Senses, groupe de Rock alternatif, sorti en 2004. L'album n'a pas connu un grand succès en France[réf. nécessaire], malgré l'apparition du titre Into the Fire dans la bande originale du film Les Chevaliers du ciel et de nombreuses séries.

## Morceaux
| 1.    | Into the Fire          | 3:38 |
| 2.    | Thru the Glass (en)    | 4:37 |
| 3.    | Gone                   | 3:22 |
| 4.    | Do No Wrong (en)       | 4:52 |
| 5.    | The Salt Wound Routine | 4:38 |
| 6.    | Saving                 | 6:09 |
| 7.    | Lead Us                | 4:46 |
| 8.    | Last Forever           | 3:54 |
| 9.    | History                | 3:51 |
| 10.   | Undivided              | 2:44 |
| 11.   | Angels and Spies       | 5:13 |
| 12.   | Automatic              | 5:03 |
| 52:48 |                        |      |